# 人民委員会議
人民委員会議（じんみんいいんかいぎ、ロシア語: Совет народных комиссаров）とは、ロシア・ソビエト連邦社会主義共和国とその後継国家であるソビエト連邦、そしてソ連の各構成共和国で1917年から1946年まで使用されていた、行政府の名称である。略称はСНК、ソヴナルコム (совнарком)。

## 沿革
最初の人民委員会議であるロシア・ソビエト共和国人民委員会議は、十月革命の直後、全ロシア中央執行委員会と労働者・兵士代表ソビエト第2回全ロシア大会の1917年10月27日法令によって、「国家業務の個々の部門を管理する」ことを目的として形成が定められた。その後、同様の機構がソビエト連邦の各構成共和国と各自治共和国にも形成された。
ソビエト連邦において政府の役割を果たすことになるソビエト連邦人民委員会議は、ソ連邦の成立から半年が経過した1923年6月6日に形成された。
1946年に、すべての人民委員会議は閣僚会議へと名称を変更した。

## 主な人民委員会議
- ソビエト連邦人民委員会議
  -  ウクライナ・ソビエト社会主義共和国人民委員会議（ロシア語版）
  -  ロシア・ソビエト連邦社会主義共和国人民委員会議（ロシア語版）
    -  バシキール自治ソビエト社会主義共和国人民委員会議 (ru)